# Idioma mbiywom
El idioma mbiywom (Mbeiwum) es una Lengua australiana hablada una vez en Cabo York en Queensland.